# Герули

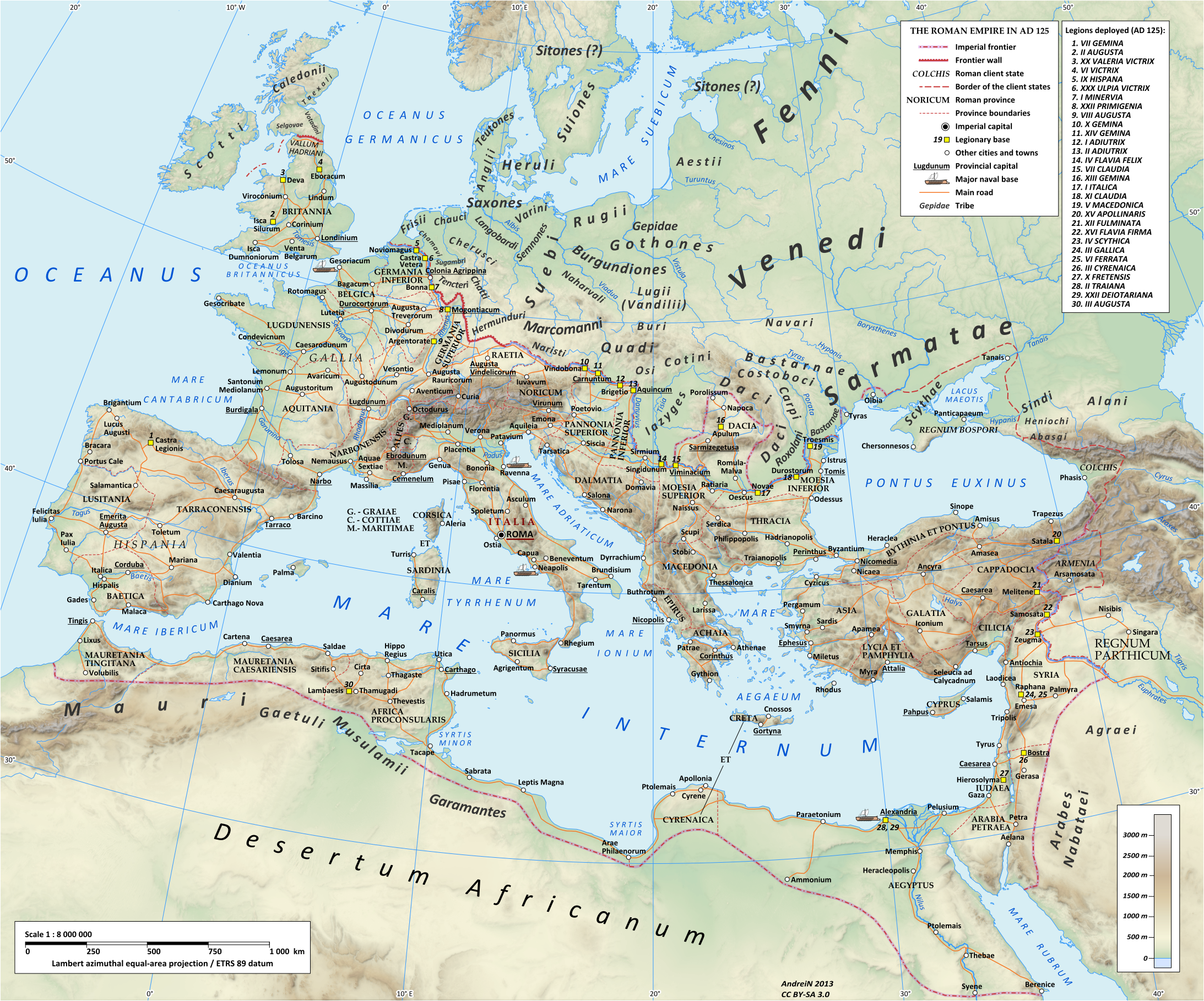
Територія герулів позначена на островах сучасної Данії

Герули (лат. Heruli) — германське плем'я, що жило в Північному Причорномор'ї, на середньому Дунаї та нижньому Рейні в 3—5 ст. З IV ст. відомі як найманці у Стародавньому Римі. Зв'язки між різними групами герулів неясні. З різних джерел відомо, що герули робили морські набіги в Галлії, Іспанії, на Балканах (Афіни, Спарта) та на Чорному морі. 

## Північне Надчорномор'я
Вважається, що герули мігрували до регіону Північного Причорномор'я у 3 столітті нашої ери. Вважається, що інші германські народи, такі як ругії та готи, здійснили подібну міграцію в цей час. Ці народи замінили сарматів як домінуючу силу на північ від Чорного моря. Сарматів у 1 столітті нашої ери змінили бастарни, які, як вважають, були германським народом. Прихід герулів розглядається як частина більшого культурного зсуву в цьому регіоні, пов'язаного з міграцією з північного заходу германських народів, які замінили сарматів як домінуючу силу в регіоні.
Перша відносно чітка згадка про герулів у греко-римських письменників стосується двох великих походів на Балкани 267/268 та 269/270 рр. Готи, герули (у найдавніших джерелах - "елури", Ἔλουροι) та інші "скіфські" народи з Приазов'я взяли під свій контроль причорноморські грецькі міста і отримали флот, який вони використовували для здійснення набігів уздовж Північного Причорномор'я і аж до Греції та Малої Азії. Ці вторгнення почалися за правління Галлієна (260-268 рр. н.е.) і тривали щонайменше до 269 р. за часів правління Марка Аврелія Клавдія, який згодом отримав титул "Готський" завдяки своїй перемозі.
У 267 році Герулі (Αἴρουλοι) командував морською атакою з Азовського моря, повз дельту Дунаю, в протоки Босфору (район сучасного Стамбулу). Вони взяли під контроль Візантіон і Хрисополь, а потім відступили до Чорного моря. Здійснивши набіг на Кізік, вони згодом увійшли в Егейське море, де набігали на Лемнос, Скірос та Імброс, а потім висадилися на Пелопоннесі. Там вони пограбували не лише Спарту, найближче місто до місця висадки, але й Коринф, Аргос та святилище Зевса в Олімпії. У 267 році вони досягли Афін, де місцеві ополченці мусили захищати місто. Схоже, що саме Герули розграбували Афіни, незважаючи на будівництво нової стіни, під час правління Валеріана лише поколінням раніше. Це стало приводом для знаменитої оборони, яку здійснив Дексіпп, чиї праці стали джерелом для пізніших істориків.
Далі на північ, у 268 році, Галлієн розгромив герулів на річці Нестос, використовуючи нову мобільну кавалерію, але в рамках капітуляції герульський вождь на ім'я Наулобат став першим варваром, відомим з письмових джерел, який отримав імператорські відзнаки від римлян, здобувши ранг римського консула. Дуже ймовірно, що ці переможені герули були потім включені до складу римської армії.
Сучасні дослідники, такі як Штайнахер, впевнені, що існувала окрема друга кампанія, яка розпочалася у 269 році і закінчилася у 270 році. Пізніше римські письменники повідомляли, що з гирла Дніпра вийшли тисячі кораблів, укомплектованих великими силами різних скіфських народів, включаючи пеуків, грейтунгів, австроготів, тервінгів, везів, гепідів, кельтів і герулів. Ці сили розділилися на дві частини в Геллеспонті. Одна частина напала на Салоніки, і проти цієї групи римляни, очолювані тепер уже Клавдієм, здобули велику перемогу в битві при Найсі (Ніш, Сербія) в 269 році. Ця битва, очевидно, відрізнялася від битви при Нессах. Кажуть, що вождь герулів на ім'я Андоннобалл перейшов на бік римлян, і це був ще один випадок, коли герули, схоже, приєдналися до римської армії. Друга група поплила на південь і здійснила набіги на Родос, Крит і Кіпр, і багатьом готам і Герулі вдалося безпечно повернутися до гавані в Криму. Менші напади тривали до 276 року.
Вважається, що герули були частиною черняхівської культури, в якій, хоча домінували готи та інші германські народи, також були бастарни, даки і карпи. Таким чином, герули археологічно не відрізняються від готів.
Йорданес повідомляє, що херуви наприкінці 4 століття нашої ери були завойовані Ерманаріхом, королем грейтунгських готів. До складу королівства Ерманаріха також могли входити фіни, слов'яни, алани і сармати. Йордан каже, що до завоювання Ерманаріхом херувимів очолював їхній король Аларіх, а до того, як їх завоював Ерманаріх, їх очолював король Аларіх. Гервіг Вольфрам припустив, що майбутній вестготський король Аларіх I міг бути названий на честь цього герульського короля.
Були висловлені сумніви щодо цього раннього, причорноморського періоду в історії герулів. Першим відомим автором, який ототожнив цих "херулів" з пізнішими "херулами", був Йорданський, у 6 столітті.

## Герульське королівство у Моравії
Одна група на середньому Дунаї на північ й схід від сучасної Братислави вздовж Морави й Малих Карпат близько 470 року створила власне Герульське королівство, що було підкорене лангобардами близько 510 року. Після цього герули відігравали другорядну роль, поки не асимілювалися серед інших народів.

## Міграція у Скандинавію
Вочевидь, герули в Панноніі підтримували зв'язки з південною Скандинавією, куди, згідно з грецьким істориком Прокопієм, і вирушила частина герулів після поразки від лангобардів, оселившись поруч із плем'ям гетів (грец. Gautoi). Слово «Erilaz», яке часто зустрічається на рунічних пам'ятниках у південній Швеції, часто пов'язується з герулами.